# Christopher Meredith
Christopher Meredith – jamajski gitarzysta basowy, współpracujący z niemal całą czołówką wokalistów sceny reggae oraz takimi zespołami jak Black Uhuru, Israel Vibration czy też Ziggy Marley & The Melody Makers; jako muzyk sesyjny wziął udział w nagraniach na kilkaset różnych albumów.